# 水密隔艙

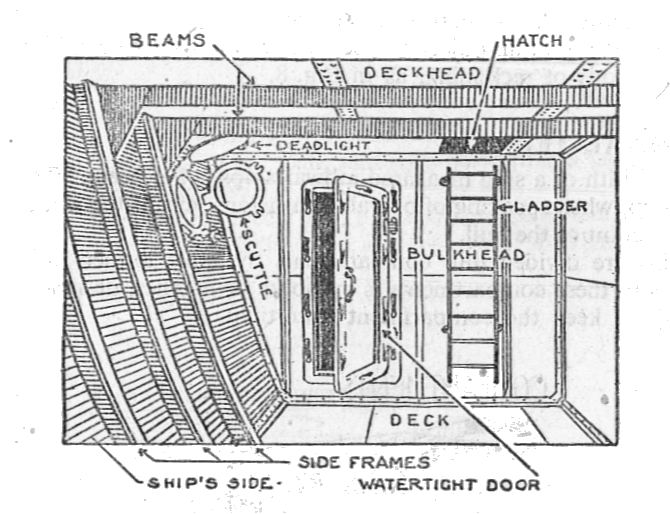
水密門是水密隔艙的門。

水密隔艙（Watertight compartments），亦作水密艙室或防水艙，是船艙的安全結構設計，其位於船體內，是船身內部經水密艙壁所區隔劃出的多間獨立艙室。有學者認為最早見於梁 (南朝)《宋書》關於「八艚艦」的記載。

## 用途
當船舶遭遇意外使船艙少部份破損進水時，其他尚未受波及的水密隔艙則還能提供船舶浮力，減緩立即下沉的風險。
水密隔艙也可規劃成多用途的空間，例如郵輪中的：住客艙、貨物艙、機房等。

## 相關
- 在南丫島撞船事故的結案陳辭中，因香港電燈載客船「南丫四號」缺少了一道水密門（英语：Compartment_(ship)#Doors）的水密隔艙設計，使得該客輪發生事故時快速翻沉。[3]
- 防雷鼓包